# Дальняя космическая связь

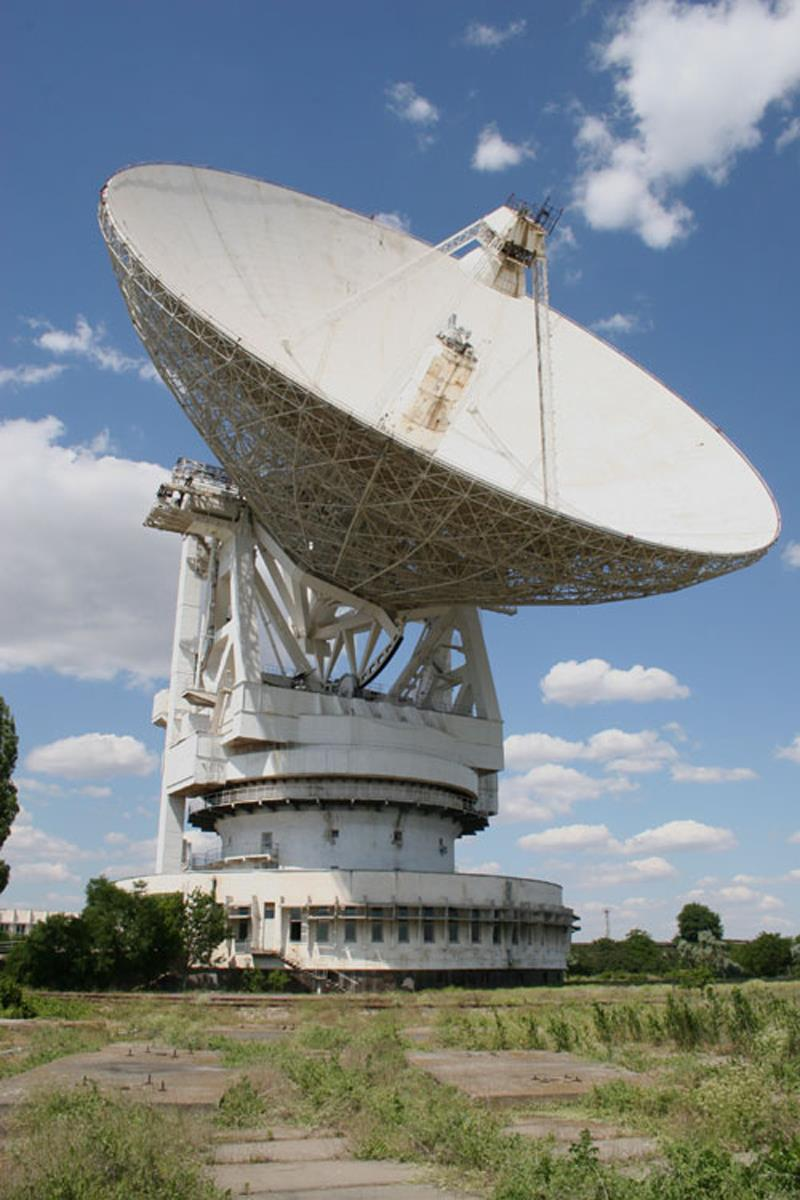
Антенна РТ-70 Центра дальней космической связи

Да́льняя косми́ческая связь — вид радиосвязи с космическими аппаратами, находящимися на значительном удалении от Земли. Дальняя космическая связь осложняется значительным ослаблением сигнала за счёт рассеяния в пространстве, доплеровским смещением частоты, а также значительными задержками, вызванными конечной скоростью распространения радиоволн (см. скорость света).

## Особенности

### Передача сигналов с Земли на космический аппарат
Передача сигнала на космический аппарат сопряжена с меньшими трудностями, так как мощность сигнала, передаваемого с Земли, практически не ограничена, в дальнем космосе отсутствуют электромагнитные помехи техногенного происхождения, а естественный фон радиоизлучения очень слаб, что позволяет оснащать космические аппараты сверхвысокочувствительными приёмниками.

### Приём сигналов от космического аппарата на Земле
Бо́льшую проблему представляет передача сигналов с космического аппарата на Землю, так как энергетические возможности бортовой аппаратуры ограничены, в лучшем случае, сотнями ватт, а в зоне приёмных антенн на земле велик уровень техногенных электромагнитных помех, что не позволяет повышать чувствительность приёмников. Указанная проблема частично решается применением узконаправленных параболических антенн и корреляционным анализом принимаемого сигнала на высокоскоростных ЭВМ. Дело в том, что вероятность события, что две антенны ультракоротковолнового диапазона, удалённые на расстояния в несколько тысяч километров, примут один и тот же сигнал земного происхождения, крайне мала, так как ультракороткие волны распространяются лишь в зоне прямой видимости. В то же время сигнал от космического аппарата будет действовать на обе антенны одинаково. Таким образом, результатом свёртки сигналов, принятых двумя антеннами, будет именно сигнал от космического аппарата (или радиоизлучение Вселенной, которое слабее и имеет некогерентный характер).

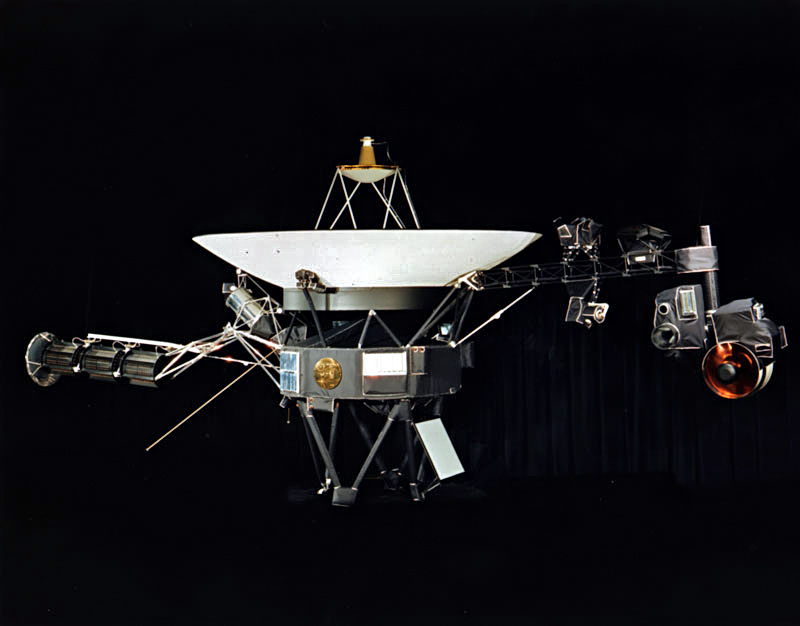
Космический аппарат «Вояджер-1» — один из самых удалённых от Земли объектов, с которым поддерживается связь. «Вояджер-2» в середине ноября 2019 года находился на расстоянии в 122,27 астрономической единицы (18,29 млрд км, или 0,001933 светового года) от Солнца, то есть на расстоянии, преодолеваемом светом за 17 часов. Скорость движения станции относительно Солнца на этот момент составляет около 15,4 км/с, или 3,24 а. е. в год.
Улучшить приём сигналов удаётся с использованием территориально удалённых приёмных антенн

Целесообразно применение для дальней космической связи спутников-ретрансляторов. Они находятся достаточно далеко от Земли и практически не подвержены техногенным помехам. Кроме того, сигнал от удалённого космического аппарата не ослабляется атмосферой Земли.
Тем не менее, несмотря на принимаемые меры и огромные затраты на их реализацию, скорость приёма данных от удалённых космических аппаратов очень низкая — единицы-десятки килобит в секунду. Однако даже такая маленькая скорость позволяет получать ценную научную информацию.
Поскольку для дальней космической связи используются узконаправленные антенны, необходимо строго выдерживать ориентацию космического аппарата на Землю. Для этого аппараты оснащают автономными системами ориентации, независимыми от радиосигналов. Чаще всего — ориентация оптическими датчиками с узкополосными светофильтрами, реагирующими на излучения Солнца и ярких звёзд (Канопуса, Сириуса). Поскольку ширина луча радиоволн от аппарата, находящегося даже в районе Сатурна, уже существенно больше диаметра орбиты Земли, точное «прицеливание» на Землю не требуется — достаточно лишь передавать сигнал в направлении Солнца.

## Исторические даты
- июль 1958 года — в СССР развёрнут первый временный пункт для связи с космическими аппаратами по программе «Луна»;
- декабрь 1958 года — на базе лаборатории реактивного движения НАСА начато создание проекта будущей сети дальней космической связи НАСА;
- декабрь 1959 года — по предложению академиков С. П. Королева и М. В. Келдыша принято решение о строительства вблизи Евпатории первой в истории человечества станции дальней космической связи (комплекс АДУ-1000);
- февраль 1961 года — Евпаторийский центр дальней космической связи начинает обслуживание автоматических межпланетных станций программы «Венера» (СССР);
- март 1972 года — Сеть дальней космической связи НАСА начинает работу с аппаратом «Пионер-10» (США);
- декабрь 1973 года — первый сеанс связи из окрестностей Юпитера (аппарат «Пионер-10», США);
- 1 сентября 1979 год — первый сеанс связи из окрестностей Сатурна (аппарат «Пионер-11», США);
- 10 октября 1983 года — первое радиолокационное картографирование Венеры с космического аппарата с передачей на землю радиолокационных данных в режиме реального времени («Венера-15», СССР);
- 24 января 1986 года — первый сеанс связи из окрестностей Урана (аппарат «Вояджер-2», США);
- 29 августа 1989 года — первый сеанс связи из окрестностей Нептуна (аппарат «Вояджер-2», США);
- 5 марта 2015 года — первые снимки Плутона в высоком разрешении, полученные с аппарата «Новые горизонты» (США).

## Вояджер-1
Американская автоматическая межпланетная станция «Вояджер-1», запущенная 5 сентября 1977 года, является самым удалённым космическим объектом, с которым поддерживается радиоконтакт. Расстояние, которое он пролетел на конец 2010 года составляет более 17 млрд км. Радиосигнал проходит это расстояние более, чем за 16 часов. Для приёма радиосигналов с него используется Сеть дальней космической связи НАСА.

## Системы и центры дальней космической связи
- Сеть дальней космической связи НАСА (Лаборатория реактивного движения НАСА)
- сеть ESTRACK[англ.] Европейского центра управления космическими полётами (ЕКА)
- Восточный центр дальней космической связи (Российское космическое агентство)
- Китайский центр дальней космической связи[англ.]
- Индийский центр дальней космической связи[англ.]

## Радиодиапазоны дальней космической связи
ITU выделило несколько частотных диапазонов для использования в радиосвязи с космическими аппаратами, в зависимости от расстояния (дальней условно считается связь с аппаратами, находящимися на расстояниях более 2 млн километров от Земли).
| Обозначение | Дальний космос (более 2 млн км от Земли) | Дальний космос (более 2 млн км от Земли) | Ближний космос (менее 2 млн км от Земли) | Ближний космос (менее 2 млн км от Земли) |
| Обозначение | От Земли в космос                        | От аппарата на Землю                     | От Земли в космос                        | От аппарата на Землю                     |
| ----------- | ---------------------------------------- | ---------------------------------------- | ---------------------------------------- | ---------------------------------------- |
| S-диапазон  | 2110-2120                                | 2290-2300                                | 2025-2110                                | 2200-2290                                |
| X-диапазон  | 7145-7190                                | 8400-8450                                | 7190-7235                                | 8450-8500                                |
| K-диапазон  | *                                        | *                                        | *                                        | 25500-27000                              |
| Ka-диапазон | 34200-34700                              | 31800-32300                              | *                                        | *                                        |

Символом «*» обозначены сочетания, не поддерживаемые Сетью дальней космической связи НАСА.